# Leonardo Jardim
José Leonardo Nunes Alves Sousa Jardim (* 1. srpna 1974) je portugalský fotbalový trenér, který vede emirátský klub Al-Ahli Dubai.

## Trenérská kariéra
S trenérskou kariérou začal v roce 2001 jako asistent trenéra v portugalském A.D. Camacha.
V květnu 2013 podepsal dvouletý kontrakt se Sportingem. V první sezóně klub dovedl na druhou příčku se ztrátou 7 bodů na ligový titul.
10. června 2014 odešel do AS Monaca. V sezóně 2014/15 dovedl Monaco do čtvrtfinále Ligy Mistrů a v lize obsadil třetí příčku.
Nepovedený start v sezóně 2018/19 vyústil v říjnu v konec jeho angažmá, nahradil ho bývalý fotbalista Thierry Henry.
Avšak Henry monacký celek nepozvedl a klub tak Jardima na konci ledna 2019 znovu angažoval.
Po skončení sezóny z toho bylo 17. místo, tým tak těsně unikl nutnosti hrát play-off o záchranu s týmem z Ligue 2.
Jelikož zlepšení ani další sezónu nedorazilo, byl v prosinci 2019 znovu vyhozen.